# Rosmierz
Rosmierz, polnisch Rozmierz (früher Groß Rosmierka, 1936–1945 Angerbach O.S.) ist eine Ortschaft in Oberschlesien. Der Ort liegt in der Gemeinde Strzelce Opolskie im Powiat Strzelecki in der Woiwodschaft Oppeln.

## Geographie

### Geographische Lage
Das Angerdorf Rosmierz liegt etwa 7 Kilometer nördlich von der Kreis- und Gemeindestadt Strzelce Opolskie (Groß Strehlitz) und 25 Kilometer östlich von der Woiwodschaftshauptstadt Opole (Oppeln). Der Ort liegt in der Nizina Śląska (Schlesischen Tiefebene) innerhalb der Równina Opolska (Oppelner Ebene).

### Nachbarorte
Nachbarorte von Rosmierz sind im Westen Sucha (Suchau), im Norden Grodzisko (Grodisko) und im Osten Rozmierka (Rosmierka).

## Geschichte

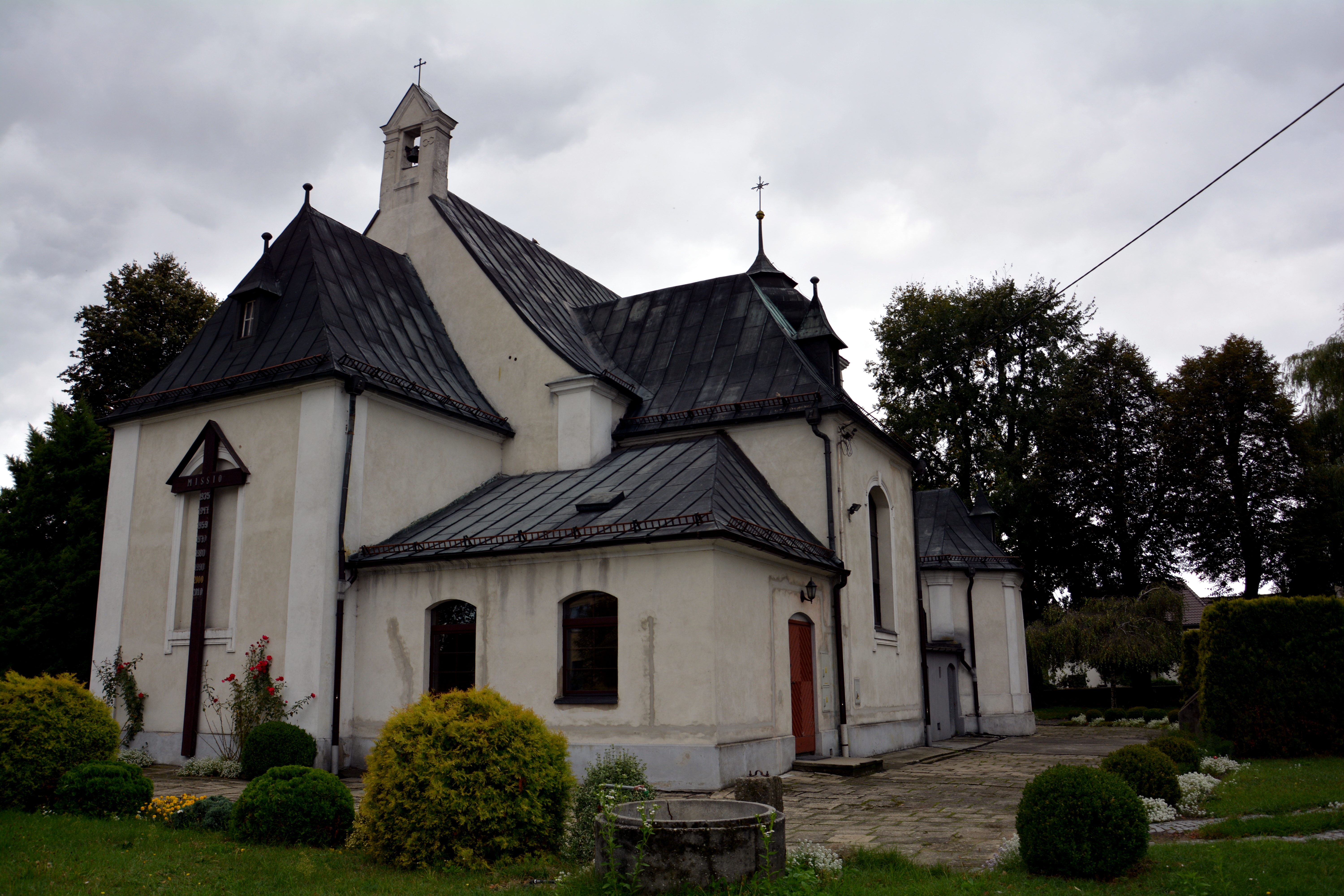
Kirche St. Michael

Der Ort wurde am 26. Juni 1256 erstmals urkundlich erwähnt. Im Dreißigjährigen Krieg wurde das Dorf verwüstet. 1733 zerstörte ein Feuer das Dorf, lediglich die Pfarrkirche blieb erhalten.
Nach der Neuorganisation der Provinz Schlesien gehörte die Landgemeinde Rosmierz ab 1816 zum Landkreis Groß Strehlitz im Regierungsbezirk Oppeln. 1845 bestanden in Ort eine katholische Pfarrkirche, eine katholische Schule, eine Wassermühle sowie 63 Häuser. Im gleichen Jahr zählte Rosmierz  471 Einwohner, davon 3 evangelisch. 1865 hatte das Dorf, das damals Rosmirz geschrieben wurde, 19 Freigärtner, elf Kohlenbauern, 13 Freibauern und 28 Ackerhäusler. Ferner hatte der Ort eine katholische Kirche und eine katholische Schule.
Bei der Volksabstimmung in Oberschlesien am 20. März 1921 stimmten 139 Wahlberechtigte für einen Verbleib bei Deutschland und 193 für Polen. Rosmierz verblieb beim Deutschen Reich. 1933 lebten im Ort 679 Einwohner. Am 21. Juli 1936 wurde der Ort in Angerbach/Oberschlesien umbenannt. 1939 hatte der Ort 670 Einwohner. Bis 1945 befand sich der Ort im Landkreis Groß Strehlitz.
1945 kam der bisher deutsche Ort unter polnische Verwaltung und wurde in Rozmierz umbenannt und der Woiwodschaft Schlesien angeschlossen. 1950 kam der Ort zur Woiwodschaft Oppeln. 1999 kam der Ort zum wiedergegründeten Powiat Strzelecki.
Bei einer Bürgerbefragung haben die Einwohner des Ortes für die Einführung der zusätzlichen deutschen Ortsbezeichnung Rosmierz gestimmt. Am 29. Juli 2015 hat der Gemeinderat einer zweisprachigen Ortsbezeichnung zugestimmt. Am 14. November 2024 erhielt der Ort zusätzlich den amtlichen deutschen Ortsnamen Rosmierz.

## Sehenswürdigkeiten

### Kirche St. Michael
Die römisch-katholische Kirche St. Michael (poln. Kościół św. Michała Archanioła) wurde 1356 erstmals erwähnt. Im 18. Jahrhundert wurde der Kirchenbau mehrfach im barocken Stil umgebaut. Der Kirchenbau steht seit 1954 unter Denkmalschutz.

### Weitere Sehenswürdigkeiten
- Denkmal für die Gefallenen beider Weltkriege
- Neogotische Wegekapelle
- Steinerne Wegekreuze
- Hölzerne Wegekreuze

## Vereine
- Deutscher Freundschaftskreis
- Freiwillige Feuerwehr OSP Rozmierz
- Fußballverein LKS Błękitni Rozmierz